# Hoành Châu
Hoành Châu (tiếng Tráng: Hwngzcouh Si, chữ Hán giản thể: 横州市, bính âm: Héng zhou Shì, Hán Việt: Hoành Châu thị) là một thành phố cấp huyện thuộc thành phố cấp địa khu Nam Ninh, Khu tự trị dân tộc Choang, Quảng Tây, Cộng hòa Nhân dân Trung Hoa. Thành phố này có diện tích 3.464 km², dân số năm 2002 là 1.070.000 người.

## Lịch sử
Ngày 2 tháng 3 năm 2021, huyện Hoành đổi tên thành thành phố Hoành Châu.

## Hành chính
Thành phố này được chia thành các đơn vị hành chính gồm:
- 14 trấn: Hoành Châu, Loan Thành, Lục Cảnh, Thạch Đường, Đào Vu, Giáo Y, Vân Biểu, Bách Hợp, Na Dương, Nam Hương, Tân Phúc, Liên Đường, Bình Mã, Mã Lĩnh.
- 3 hương: Mã Sơn, Bình Lãng, Trấn Long.